# Vulsor
Vulsor là một chi nhện trong họ Ctenidae.